# ジョウン・ボーフォート (スコットランド王妃)
ジョウン・ボーフォート（Joan Beaufort, 1404年頃 - 1445年7月15日）は、スコットランド王ジェームズ1世の王妃。初代サマセット伯ジョン・ボーフォートとマーガレット・ホランドの娘。ジョン・オブ・ゴーントの孫に当たる。

## 生涯
1406年以来イングランドで人質生活を送っていたジェームズ1世と恋に落ち、ジェームズの帰国に際して1424年2月12日にロンドンで結婚した。2人の間には8子が生まれた。
- マーガレット（1424年 - 1445年） - フランス国王ルイ11世と結婚
- イザベラ（1426年 - 1494年） - ブルターニュ公フランソワ1世と結婚
- エレノア（1433年 - 1484年） - オーストリア大公ジークムントと結婚
- メアリー（? - 1465年）
- ジョウン（1428年頃 - 1486年）
- アレグザンダー（1430年 - 1430年） - ジェームズ2世の双子の兄だが夭逝。
- ジェームズ2世（1430年 - 1460年） - スコットランド王
- アナベラ（?） - ジュネーヴ伯ルイ・ド・サヴォワと結婚したが離婚し、第2代ハントリー伯ジョージ・ゴードンと再婚した。

ジェームズ1世の死後、1439年に「ローンの黒騎士」と呼ばれたサー・ジェームズ・ステュアートと再婚し、以下の3子を儲けた。
- ジョン（1440年頃 - 1512年） - アサル伯。スコットランド王およびイングランド王ジェームズ6世/1世の先祖の一人。
- ジェームズ（? - 1498/1500年） - バカン伯
- アンドリュー（1443年頃 - 1501年） - マリ司教